# Monoxenus kaboboanus
Monoxenus kaboboanus là một loài bọ cánh cứng trong họ Cerambycidae.